# 彗星133P
彗星133P（133P/Elst-Pizarro），是一顆週期彗星。
於1979年發現，最初認為是小行星，臨時名稱為1979 OW7，其後編為7968。它的軌道位於火星和木星之間的小行星帶，離心率為0.165。但在1996年，由天文學家艾瑞克·怀特·埃尔斯特和Pizarro拍得的照片顯示，該天體在通過近日點時出現彗尾。
除此彗星外，尚有四顆天體同時列入小行星和彗星的名單中，分別為(2060)開朗=95P/開朗、(4015)威爾遜-哈靈頓=107P/Wilson-Harrington、(60558)厄開克洛斯=174P/Echeclus和(118401) LINEAR=176P/LINEAR。